# Onciale 0248
- Papyrus
- Onciale
- Minuscules
- Lectionnaire

Le Codex 0248 (dans la numérotation Gregory-Aland), est un manuscrit du Nouveau Testament sur parchemin écrit en écriture grecque onciale.

## Description
Le codex se compose de 70 folios. Il est écrit en deux colonnes par page, de 24 lignes par colonne. Les dimensions du manuscrit sont 21 x 15,5 cm,. Les paléographes datent ce manuscrit du IXe siècle. C'est un palimpseste, le texte superposé est en copte.
C'est un manuscrit contenant le texte de l'Évangile selon Matthieu (1; 12-14; 19-21).
Le texte du codex représenté est de type byzantin. Kurt Aland le classe en Catégorie V.
Lieu de conservation
Il est conservé à la bibliothèque Bodléienne (Auct. T. 4.21) à Oxford,.